# Shaun Johnston
Shaun Johnston (* 9. September 1958 in Ponoka, Alberta) ist ein kanadischer Schauspieler.

## Werdegang
Johnston wuchs auf einer Farm in Ponoka, Alberta, zwischen Red Deer und Edmonton auf. Am Anfang spielte er Basketball, dann bekam er einen Unternehmensabschluss im Red Deer College, später arbeitete er bei einer Unterabteilung des Finanzministeriums in Alberta. Da er am Anfang Karriere als Modefotograf machen wollte, zog er nach Toronto um. Er konnte sein Ziel nicht erreichen. Stattdessen wurde er Model. Beeinflusst durch diese Erfahrung, begann er nach einigen Jahren Interesse an der Schauspielerei zu haben und kehrte deswegen zurück nach Alberta, um am Red Deer College Theater zu studieren. Schließlich bekam er einen BFA im Theaterprogramm der Universität in Alberta.
Nach seinem Abschluss beteiligte er sich an der Gründung des Shadow Theatre und unternahm seine ersten Handlungen innerhalb der Theaterszene in Alberta. Sein erstes wichtiges Debüt als Schauspieler in Film und Fernsehen machte er in der Komödie Two Brothers, a Girl and a Gun (1993). Für die Rolle bekam er einen Alberta Film & Television Award als bester Schauspieler. Seitdem war er an vielen Filmen und Fernsehprogrammen beteiligt, darunter auch Akte X – Die unheimlichen Fälle des FBI (1995), Lonesome Dove: The Outlaw Years (1995), North of 60 (1997), The Dinosaur Hunter (2000) und mehrere Episoden von Outer Limits – Die unbekannte Dimension (1995–2002). Er ist auch aufgetreten in je einer Folge von Smallville (2004), Supervulkan (2005) und in dem Film Maythorpe. Schließlich hat er in der Serie Heartland, eine Fernsehserie der CBC, eine der Hauptrollen übernommen.
Im Laufe der Jahre als Filmschauspieler hat Shaun Johnston dennoch weiterhin sein Interesse für das Theater nicht aufgegeben und ist weiterhin beteiligt am Shadow Theatre. 2012 spielte er die Hauptrolle in Fool for Love, die von seiner Theaterfirma produziert wurde, das auch in Calgary im Sage Theater erschienen ist.

## Privatleben
Shaun Johnston ist verheiratet mit Sue Johnston. In seiner Freizeit spielt er Hockey und Gitarre.

## Filmografie (Auswahl)
Filme
- 1990: Verhasstes Blut
- 1993: Two Brothers, a Girl and a Gun
- 1994: Das achte Opfer (Fernsehfilm)
- 1994: Strange and Rich
- 1999: Mystery – New York: Ein Spiel um die Ehre
- 2001: Viva Las Nowhere
- 2004: Ginger Snaps II: Entfesselt
- 2005: Supervulkan (Fernsehfilm)
- 2006: September Dawn (Drama)
- 2006: Broken Trail (zweiteiliger Fernsehfilm)
- 2007: Begrabt mein Herz am Wounded Knee (Fernsehfilm)
- 2008: Mayerthorpe (Fernsehfilm)
- 2015: A Frosty Affair (Fernsehfilm)

Serien
- 1995–1999: Jake and the Kid (26 Folgen)
- 1996–2000: Traders (9 Folgen)
- 2000: PSI Factor – Es geschieht jeden Tag (PSI Factor – Chronicles of the Paranormal, 1 Folge)
- 2007–?  Heartland – Paradies für Pferde (224+ Folgen)
- 2016–2018: Wynonna Earp (5 Folgen)